# Australian Championships 1961
Die 49. Australian Championships waren ein Tennis-Rasenplatzturnier der Klasse Grand Slam, das von der ILTF veranstaltet wurde. Es fand vom 17. bis 27. Januar 1961 in Melbourne, Australien statt.
Titelverteidiger im Einzel waren Rod Laver bei den Herren sowie Margaret Smith bei den Damen. Im Herrendoppel waren Rod Laver und Bob Mark, im Damendoppel Maria Bueno und Christine Truman die Titelverteidiger. Im Mixed waren Jan Lehane und Trevor Fancutt die Titelverteidiger.

## Herreneinzel
| Nr. | Spieler          | Erreichte Runde |
| --- | ---------------- | --------------- |
| 01. | Rod Laver        | Finale          |
| 02. | Roy Emerson      | Sieg            |
| 03. | Bob Mark         | 3. Runde        |
| 04. | Bob Hewitt       | 3. Runde        |
| 05. | Mike Sangster    | Viertelfinale   |
| 06. | Christian Kuhnke | Viertelfinale   |

| Nr. | Spieler              | Erreichte Runde |
| --- | -------------------- | --------------- |
| 07. | Robert Howe          | 3. Runde        |
| 08. | Fred Stolle          | Halbfinale      |
| 09. | Wayne Reid           | 3. Runde        |
| 10. | Ken Fletcher         | Viertelfinale   |
| 11. | Sergio Tacchini      | 2. Runde        |
| 12. | Barry Phillips-Moore | Halbfinale      |

## Dameneinzel
| Nr. | Spielerin      | Erreichte Runde |
| --- | -------------- | --------------- |
| 01. | Margaret Smith | Sieg            |
| 02. | Jan Lehane     | Finale          |
| 03. | Lesley Turner  | Achtelfinale    |
| 04. | Mary Reitano   | Halbfinale      |

| Nr. | Spielerin         | Erreichte Runde |
| --- | ----------------- | --------------- |
| 05. | Mary Hawton       | Viertelfinale   |
| 06. | Maureen Pratt     | Achtelfinale    |
| 07. | Lorraine Robinson | Viertelfinale   |
| 08. | Beverley Rae      | Achtelfinale    |

## Damendoppel
| Nr. | Paarung                       | Erreichte Runde |
| --- | ----------------------------- | --------------- |
| 01. | Mary Reitano Margaret Smith   | Sieg            |
| 02. | Mary Hawton Jan Lehane        | Finale          |
| 03. | Lesley Turner Noelene Turner  | Viertelfinale   |
| 04. | Lorraine Robinson Judy Tegart | Halbfinale      |